# Французская почта в Китае
Французская почта в Китае (фр. Bureaux de poste français en Chine) — почтовые отделения, принадлежавшие Франции, работавшие в разных городах Китая и входившие в число почтовых отделений, которые иностранные державы держали в Китае с середины XIX века до 1922 года.

## Работа почты
Первое французское почтовое отделение в Китае было открыто в 1862 году в Шанхае. Вначале французские власти использовали в этих почтовых отделениях обычные французские почтовые марки. Понять, что эти так называемые «марки-предшественницы» были проданы или использованы в Китае, можно только по оттиску почтового штемпеля. Так, почтовые марки, погашенные в Шанхае до 1876 года, могут быть выявлены лишь по оттиску ромбовидного почтового штемпеля с большими цифрами «5104» в центре штемпеля. Использовался также номерной штемпель «4013».
В отличие от других иностранных почтовых контор в Китае, у французов в Китае работали два различных типа почтовых отделений. Отделения первого типа, как правило, расположенные на французских концессионных территориях и, в основном, на севере Китая, напрямую управлялись французским Министерством иностранных дел. Отделения второго типа, также известные как «индокитайские отделения» находились в южном Китае и работали под управлением почтовой администрации близлежащей колонии Французский Индокитай.

### В ведении Франции
Находившиеся в ведении Парижа почтовые отделения в Китае и даты их открытия:
1862 год
- Шанхай (надпись «Shang-haï» на французском языке на французском штемпеле этого периода)

1889 год
- Тяньцзинь («Tien-tsin»)

1898 год
- Ханькоу («Han-kéou»)
- Чифу («Tché-fou»)

1900 год
- Арсенал Пагода
- Пекин («Pékin»)
- Фучжоу («Fou-Tchéou»)
- Нинбо («Ning-po»)

1902 год
- Амой («Amoy»)

Для вышеуказанных почтовых отделений с 1894 года французское правительство выпускало почтовые марки типа Саж («Мир и торговля») с надпечаткой слова фр. «CHINE» («Китай»). Выпуски почтовых марок XX века вначале включали надпечатки, сделанные на некоторых почтовых марках, выпущенных для использования во Французском Индокитае, и продолжились почтовыми марками, специально напечатанными для использования в Китае. Некоторые первые почтовые марки XX века были выпущены только с номиналами во французских франках, но на всех последующих выпусках делались надпечатки эквивалента номинала в китайской валюте на французском и китайском языках.
- Марки типа Мушон[фр.] с надпечаткой номинала на французском и китайском языках
- 3 цента / 3 фыня
- 4 цента / 4 фыня (Шанхай, 1907)

Помимо обычных почтовых марок Франция также выпускала цельные вещи и доплатные марки для использования в находившихся в ведении Парижа почтовых отделениях в Китае.

### В ведении Французского Индокитая
Почтовые отделения, находившиеся в ведении Французского Индокитая, отличались от остальных французских почтовых отделений в Китае по ряду направлений. Вначале в обращении были общие выпуски находившихся в ведении Парижа французских почтовых отделений в Китае примерно 1902—1904 годов, и их можно установить на основании оттисков почтовых штемпелей, применяемых индокитайскими отделениями. Но вскоре после этого были выпущены марки с надпечатками, специфическими для выпустившего их почтового отделения. Например, почтовое отделение в Кантоне выпустило почтовые марки с надпечаткой не «CHINE» («Китай»), а «CANTON» («Кантон»). Такие надпечатки (указанные здесь в скобках в таком же написании как и на почтовых марках, вместе с датой открытия соответствующего почтового отделения) были сделаны для семи таких индокитайских почтовых отделений:
1900 год
- Хайкоу (Hoi Hao)
- Гуанчжоувань (Kouang Tchéou Wan)
- Юньнань Фу (Yunnan Fou)

1901 год
- Кантон (Canton)

1902 год
- Бэйхай (Pakhoi)[≡]

1903 год
- Мэнцзы
- Чунцин (Tchongking)

Ещё одним отличием индокитайских отделений от других французских почтовых отделений в Китае было то, что их выпуски все представляли собой надпечатки на находившихся в обращении в то время почтовых марках Французского Индокитая, а не на почтовых марках Франции. В находившихся в ведении Парижа почтовых отделениях не принимали почтовые отправления, франкированные почтовыми марками Французского Индокитая без надпечаток, но известно, что индокитайские почтовые отделения делали так. По этой причине иногда встречаются почтовые марки Французского Индокитая, законным образом погашенные почтовыми штемпелями одного из почтовых отделений в Китае. Точно так же можно обнаружить почтовые марки из индокитайских почтовых отделений в Китае с оттисками почтовых штемпелей из самого Индокитая, хотя они, скорее всего, были нанесены в Ханое или в иных населённых пунктах, через которые пришлось пройти этому почтовому отправлению, (то есть это, по сути, штемпели пакетботов).
Индокитайские отделения Франции также иногда открывали почтовые пункты в обслуживаемой ими территории. Например, почтовое отделение в Кантоне со временем открыло шесть филиалов в пределах обслуживаемой территории. Конкретный филиал, в котором была погашена кантонская почтовая марка, иногда можно идентифицировать по почтовому штемпелю. На первых почтовых штемпелях Кантона указан текст «Canton / Chine» («Кантон / Китай»), тогда как на более поздних штемпелях указана буква от A до F, показывающая, в каком именно филиале кантонского почтового отделения они использовались.
Всего было выпущено 100 почтовых марок и 27 доплатных марок.

## Закрытие
Все иностранные почтовые отделения в Китае были окончательно закрыты 31 декабря 1922 года, если, конечно, какие-то из них не были закрыты ранее.

## Гуанчжоувань
Единственным заметным исключением стали почтовые отделения в Гуанчжоуване (фр. «Kouang Tchéou Wan»; англ. «Kwangchowan»), который являлся территорией, сданной Франции в аренду по договору сроком на 99 лет с 1898 года. Это была договоренность, по существу аналогичная договоренности в отношении гонконгских «новых территорий» с 1898 года по 1997 год.
Из-за своего статуса арендуемой территории, сохранившегося после 1922 года, Kouang Tchéou был единственным французским почтовым органом в Китае, выпускавшим авиапочтовые марки и почтово-благотворительные марки, хотя большинство из них были выпущены французским правительством Виши. Из-за условий военного времени и по причине того, что колониальные власти в Гуанчжоу не признавали правительство Виши, выпущены режимом Виши почтовые марки для Гуанчжоу так и не были там в обращении.
Французская почта работала в Гуанчжоу до 1943 года, когда эта колония была оккупирована японскими войсками. Хотя Франция и возобновила свой суверенитет над колонией на несколько месяцев в конце Второй мировой войны, эта территория была возвращена Китаю в начале 1946 года.